# Relatório Beveridge

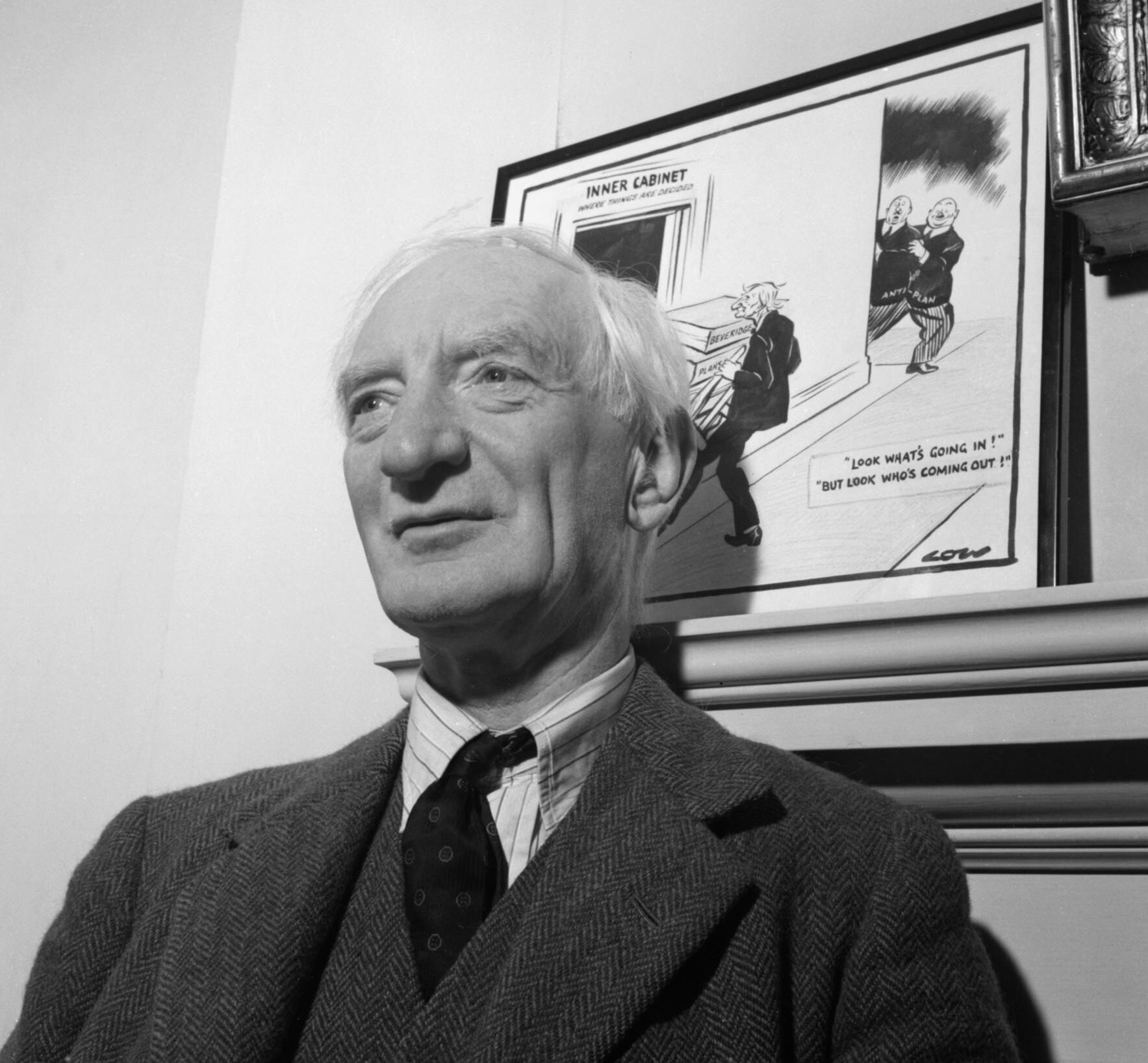
William Beveridge em 1943.

O Relatório Beveridge, oficialmente intitulado Seguro Social e Serviços Aliados (Cmd. 6404), é um relatório governamental, publicado em novembro de 1942, influente na fundação do estado de bem-estar social no Reino Unido. Foi elaborado pelo economista liberal William Beveridge – com pesquisa e publicidade da sua esposa, a matemática Janet Philip – que propôs reformas generalizadas ao sistema de bem-estar social para abordar o que ele identificou como “cinco gigantes no caminho da reconstrução”: “Carência… Doença, Ignorância, Miséria e Ociosidade”. Publicado em plena Segunda Guerra Mundial, o relatório prometia recompensas pelos sacrifícios de todos. Extremamente popular entre o público, formou a base para as reformas do pós-guerra conhecidas como estado de bem-estar social, que incluem a expansão do Seguro Nacional e a criação do Serviço Nacional de Saúde.

## Contexto
Em 1940, durante a Segunda Guerra Mundial, o Partido Trabalhista entrou em coligação com o Partido Conservador . Em 10 de junho de 1941, Arthur Greenwood, deputado trabalhista e ministro sem pasta, anunciou a criação de um comité interdepartamental que realizaria uma pesquisa sobre o seguro social e serviços aliados da Grã-Bretanha:
Realizar, com especial referência à inter-relação dos regimes, um levantamento dos regimes nacionais existentes de segurança social e serviços afins, incluindo acidentes de trabalho, e fazer recomendações.

## Reação
Dentro do Gabinete, houve um debate, instigado por Brendan Bracken, em 16 de novembro de 1942, sobre se o Relatório deveria ser publicado como um Livro Branco naquela época. O Chanceler do Tesouro, Sir Kingsley Wood, disse que envolvia "um compromisso financeiro impraticável" e que, portanto, a publicação deveria ser adiada. No entanto, o Conselho de Ministros decidiu, em 26 de Novembro, publicá-lo em 2 de Dezembro.
O Ministério da Informação e Inteligência Interna concluiu que o Relatório foi "recebido com aprovação quase universal por pessoas de todos os matizes de opinião e por todos os setores da comunidade" e visto como "a primeira tentativa real de colocar em prática o discurso sobre um novo mundo". Numa pesquisa por amostragem realizada na quinzena seguinte à publicação do Relatório, o Instituto Britânico de Opinião Pública descobriu que 95% do público tinha ouvido falar do Relatório e que havia "grande interesse nele", mas havia críticas de que as pensões de velhice não eram altas o suficiente. Eles também descobriram que “houve um consenso esmagador de que o plano deveria ser posto em prática”.
O Times chamou o Relatório de "um documento importante que deve exercer uma influência profunda e imediata na direção da mudança social na Grã-Bretanha", enquanto que o The Manchester Guardian o descreveu como "algo grande e bom". O Daily Telegraph disse que foi a consumação da revolução iniciada por David Lloyd George em 1911. O Arcebispo de Canterbury, William Temple, disse que foi "a primeira vez que alguém se propôs a incorporar todo o espírito da ética cristã num Ato do Parlamento".
Um debate parlamentar sobre o Relatório foi planeado para fevereiro de 1943: o Gabinete nomeou o Lorde Presidente do Conselho, Sir John Anderson, para presidir um comité para analisar o Relatório e definir a linha do governo. No debate na Câmara dos Comuns, o governo anunciou que não implementaria o Relatório imediatamente. O Comité de Reforma Conservador, composto por 45 parlamentares conservadores, exigiu a fundação imediata de um Ministério da Previdência Social. Na divisão no final do debate, 97 deputados trabalhistas, 11 independentes, 9 liberais, 3 deputados independentes do Partido Trabalhista e 1 comunista votaram contra o governo.  Um relatório do Ministério da Informação e Inteligência Interna descobriu que, após o debate, a parte esquerdista do público ficou dececionada, mas que "uma minoria aprovadora" achou que o governo estava certo em esperar até que a situação financeira do pós-guerra fosse conhecida antes de tomar uma decisão. Uma sondagem de opinião realizada pelo Instituto Britânico de Opinião Pública concluiu que 29% estavam satisfeitos com a atitude do governo em relação ao Relatório; 47% estavam insatisfeitos; 24% "não sabiam".
Winston Churchill fez uma transmissão em 21 de março de 1943 intitulada "After the War" ("Depois da Guerra"), onde alertou o público para não impor "grandes novas despesas ao Estado sem qualquer relação com as circunstâncias que pudessem prevalecer na época" e disse que haveria "um plano de quatro anos" de reconstrução pós-guerra "para cobrir cinco ou seis grandes medidas de caráter prático" que seriam apresentadas ao eleitorado após a guerra e implementadas por um novo governo. Estas medidas eram "seguro nacional obrigatório para todas as classes, para todos os fins, do berço ao túmulo"; a abolição do desemprego por políticas governamentais que "exerceriam uma influência equilibradora sobre o desenvolvimento, que pode ser ligada ou desligada conforme as circunstâncias o exigirem"; "um campo mais amplo para a propriedade e a iniciativa do Estado"; novas habitações; grandes reformas na educação; e serviços de saúde e bem-estar amplamente expandidos. O compromisso de Churchill em criar um estado-providência foi limitado: ele e o Partido Conservador opuseram-se a grande parte da implementação do Relatório Beveridge, incluindo o voto contra a fundação do NHS.
O Partido Trabalhista venceu a eleição geral de 1945 com uma plataforma que prometia abordar os cinco grandes males de Beveridge. As recomendações do relatório foram implementadas através de uma série de Leis do Parlamento (nomeadamente a Lei do Seguro Nacional de 1946, a Lei da Assistência Nacional de 1948 e a Lei do Serviço Nacional de Saúde de 1946) que fundaram o moderno estado-providência britânico. O Partido Trabalhista desviou-se de Beveridge no papel do Estado: os seus líderes opuseram-se à ideia de Beveridge de um Serviço Nacional de Saúde gerido através de centros de saúde locais e administrações hospitalares regionais, preferindo um organismo gerido pelo estado. Beveridge reclamou sobre isso: "Para Ernest Bevin, com o seu histórico sindical de trabalhadores não qualificados... o seguro social era menos importante do que negociar salários." Bevin ridicularizou o Relatório Beveridge como um "Plano de Ambulância Social" e seguiu a visão do Governo de Coligação de que ele não deveria ser implementado até o fim da guerra (ele ficou furioso em fevereiro de 1943 quando um grande número de parlamentares trabalhistas ignoraram os seus líderes e votaram contra o atraso na implementação de Beveridge).

## Mudanças em tempos de guerra
Os anos de guerra testemunharam grandes melhorias nas condições de trabalho e nas disposições de bem-estar social, o que abriu caminho para o Estado de bem-estar social do Reino Unido no pós-guerra. Os serviços para bebés, crianças e maternidade foram expandidos, enquanto o Comité Oficial de Política Alimentar (presidido pelo vice-primeiro-ministro e líder trabalhista Clement Attlee) aprovou subsídios para combustível e leite para mães e crianças menores de cinco anos em junho de 1940. Um mês depois, o Conselho de Educação decidiu que as refeições escolares gratuitas deveriam tornar-se mais amplamente disponíveis. Em fevereiro de 1945, 73% das crianças recebiam leite na escola, em comparação com 50% em julho de 1940. A vacinação gratuita contra a difteria também foi fornecida às crianças nas escolas. Além disso, a Lei de Planeamento Urbano e Rural de 1944 teve em consideração as áreas danificadas em bombardeamentos e permitiu às autoridades locais limpar os bairros de lata, enquanto que a Lei da Habitação (Alojamento Temporário) aprovada no mesmo ano disponibilizou 150 milhões de libras para a construção de habitações temporárias.
Para melhorar as condições dos idosos, pensões complementares foram introduzidas em 1940. Em 1943, houve novas melhorias nas taxas e condições para aqueles que recebiam pensões complementares e auxílio-desemprego. Os preços dos alimentos foram estabilizados em Dezembro de 1939, inicialmente como medida temporária, mas tornou-se permanente em Agosto de 1940, enquanto o leite e as refeições eram fornecidos a preços subsidiados, ou gratuitos nos casos de real necessidade.
Em julho de 1940, o aumento dos subsídios do Tesouro levou a uma melhoria no fornecimento de leite e refeições nas escolas. O número de refeições consumidas dobrou num ano, e o consumo de leite escolar aumentou em 50%. Em 1945, cerca de 33% de todas as crianças comiam na escola, em comparação com apenas 3,3% (uma em cada trinta) em 1940, enquanto aquelas que tomavam leite aumentaram de cerca de 50% para aproximadamente 75%. Em 1940, foi lançado um programa nacional de leite, que fornecia meio litro de leite pela metade do preço para todas as crianças menores de cinco anos e para mulheres grávidas ou lactantes. A taxa de adesão foi tal que, em 1944, 95% dos elegíveis haviam participado do programa. A política alimentar geral do governo determinava que grupos prioritários, como crianças pequenas e mães, não apenas tinham direito a itens essenciais como leite, mas também recebiam suprimentos. A evacuação durante a guerra também revelou, aos britânicos mais prósperos, a extensão da privação na sociedade. O historiador Derek Fraser observou que a evacuação se tornou "o assunto mais importante na história social da guerra porque revelou, a todo o povo, os pontos negros na sua vida social".
Foi introduzido um Serviço Hospitalar de Emergência, que fornecia tratamento gratuito às vítimas (uma definição que incluía evacuados de guerra), enquanto que o racionamento levou a melhorias significativas nas dietas de famílias pobres. Conforme observado por Richard Titmuss:
As famílias daquele terço da população da Grã-Bretanha que, em 1938, sofriam de subnutrição crónica, tiveram a sua primeira dieta adequada em 1940 e 1941…[após o que] a incidência de doenças deficientes, e nomeadamente a mortalidade infantil, caiu drasticamente .

## Implementação
O Partido Trabalhista também acabou por adotar as propostas de Beveridge e, após a sua vitória nas eleições gerais de 1945, eles implementaram muitas políticas sociais, que ficaram conhecidas como Estado de Bem-Estar Social. Isto incluía a Lei de Abonos de Família de 1945, Leis de Seguro Nacional (Lesões Industriais) de 1946 e 1948, Leis de Seguro Nacional de 1946 e 1949, Lei do Serviço Nacional de Saúde de 1946, Lei de Pensões (Aumento) de 1947, Lei de Proprietários e Inquilinos (Controle de Arrendamento) de 1949.